# A Mãe (2022)
A Mãe é um filme brasileiro dirigido por Cristiano Burlan, a partir do seu roteiro com Ana Carolina Marinho.
 O filme foi exibido no 50º Festival de Cinema de Gramado e no Festival de Málaga.
Foi um dos pré-selecionados como um dos representantes do Brasil para o Oscar de melhor filme internacional.

## Sinopse
Em um bairro pobre da capital paulista, o Jardim Romano, Maria (Marcélia Cartaxo) luta para encontrar o filho adolescente — desaparecido após uma abordagem policial.

## Elenco
- Marcélia Cartaxo ...Maria
- Helena Ignez ...Dulce
- Tuna Dwek ...Elenice
- Mawusi Tulani ...Lúcia
- Hélio Cícero ...Santana
- Dunstin Farias ...Valdo
- Rubinho Ferreira ... Jonas
- Carlos Meceni ...Tobias
- Che Moais ...Lázaro
- Dinho Lima Flor ...Antônio
- Badu Morais ...Jennifer
- Henrique Zanoni ...Alemão
- Debora Maria da Silva ...Mãe

## Prêmios e indicações
| Ano  | Associações         | Categoria                    | Recipiente(s)         | Resultado | Ref.  |
| ---- | ------------------- | ---------------------------- | --------------------- | --------- | ----- |
| 2022 | Festival de Málaga  | Melhor Atriz Coadjuvante     | Debora Maria da Silva | Venceu    |       |
| 2022 | Festival de Málaga  | Melhor Filme ibero-americano | Cristiano Burlan      | Indicado  |       |
| 2022 | Festival de Gramado | Melhor Atriz                 | Marcélia Cartaxo      | Venceu    | [ 3 ] |
| 2022 | Festival de Gramado | Melhor Direção               | Cristiano Burlan      | Venceu    | [ 3 ] |
| 2022 | Festival de Gramado | Melhor Desenho de Som        | Ricardo Zollmer       | Venceu    | [ 3 ] |